# Naturpark Kopački rit
Der Naturpark Kopački rit liegt im Osten Kroatiens und befindet sich in der Nähe der Stadt Osijek, unweit der Draumündung. Zu diesem Gebiet gehören auch mehrere Flussarme und Seen in der Nähe der Donau. Es ist eines der größten und wichtigsten erhaltenen Sumpfgebiete in Europa. Das Gebiet grenzt an den ungarischen Nationalpark Duna-Dráva und einen Teil eines Naturschutzgebietes in Serbien. Kopački rit ist also ein Feuchtbiotop, das sich über drei Länder erstreckt.

## Allgemeine Daten und Schutz
- 1967: ist ein Teil des Gebietes unter Schutz gestellt worden: „Narodne novine“ 45/67. (1967. P.Z. br. 228.)
  - Die Fläche des Schutzgebiets beträgt 23.230 ha, davon 7.700 ha spezifisch zoologisches Reservat. Dieses Reservat steht unter strengem Schutz.
- 1989: das Gebiet entspricht  den an „Wichtige Vogellebensräume“ (IBA) gestellten Forderungen: A1, A4i, A4iii, B1iii, B2, C1, C2, C4, C6, N.
- 1993: gehört das Feuchtgebiet zur Ramsar-Konvention.
- 1999: wurde der Naturpark Kopački rit für die Liste des UNESCO-Weltnaturerbes nominiert.
- 2008: ein wichtiger Punkt des Natura-2000-Netzes.
- Nachbarsiedlungen: Bilje, Kopačevo, Podunavlje, Vardarac, Grabovac, Suza, Zlatna Greda, Batina.

## Das Gebiet
An diesem Punkt mündet die Drau in die Donau. Bei größeren Überschwemmungen werden große Flächen vom Wasser überflutet, wodurch wichtige Lebens- und vor allem Fortpflanzungsgebiete für viele Fischarten entstehen. Die Überschwemmungen machen das Gebiet zu einem der wichtigsten Fortpflanzungsgebiete für Fische in Europa. Das Erscheinungsbild des Gebiets verändert sich in Abhängigkeit von der Dynamik der Überschwemmungen.
- Höhe über Meeresspiegel: 78–86 m.
- Das Klima liegt (nach österreichischer Einteilung) zwischen mitteleuropäisch und pannonisch-kontinental. Nach der Klassifikation von Köppen und Geiger kann es als Cfwbx zu bezeichnen. Berechnet man den Durchschnitt der Messungen in Osijek und Brestovac-Bilje, so ist die Jahres-Durchschnittstemperatur 10,7 °C, die Sommer-Durchschnittstemperatur 21,6 °C, die Januar-Durchschnittstemperatur −1,4 °C.
- Niederschlag: 649 mm/Jahr.
- Boden: Sumpfboden, Staub, Ton, Torf, Feinsand. Hydro-morphologisch betrachtet handelt es sich um Ablagerungen aus dem Pleistozän und Holozän. Für den Donauabschnitt ist der pleistozäne Kalk-Schotter (glina, silt) charakteristisch. Seismotektonisch ist es ein sehr aktives Gebiet.

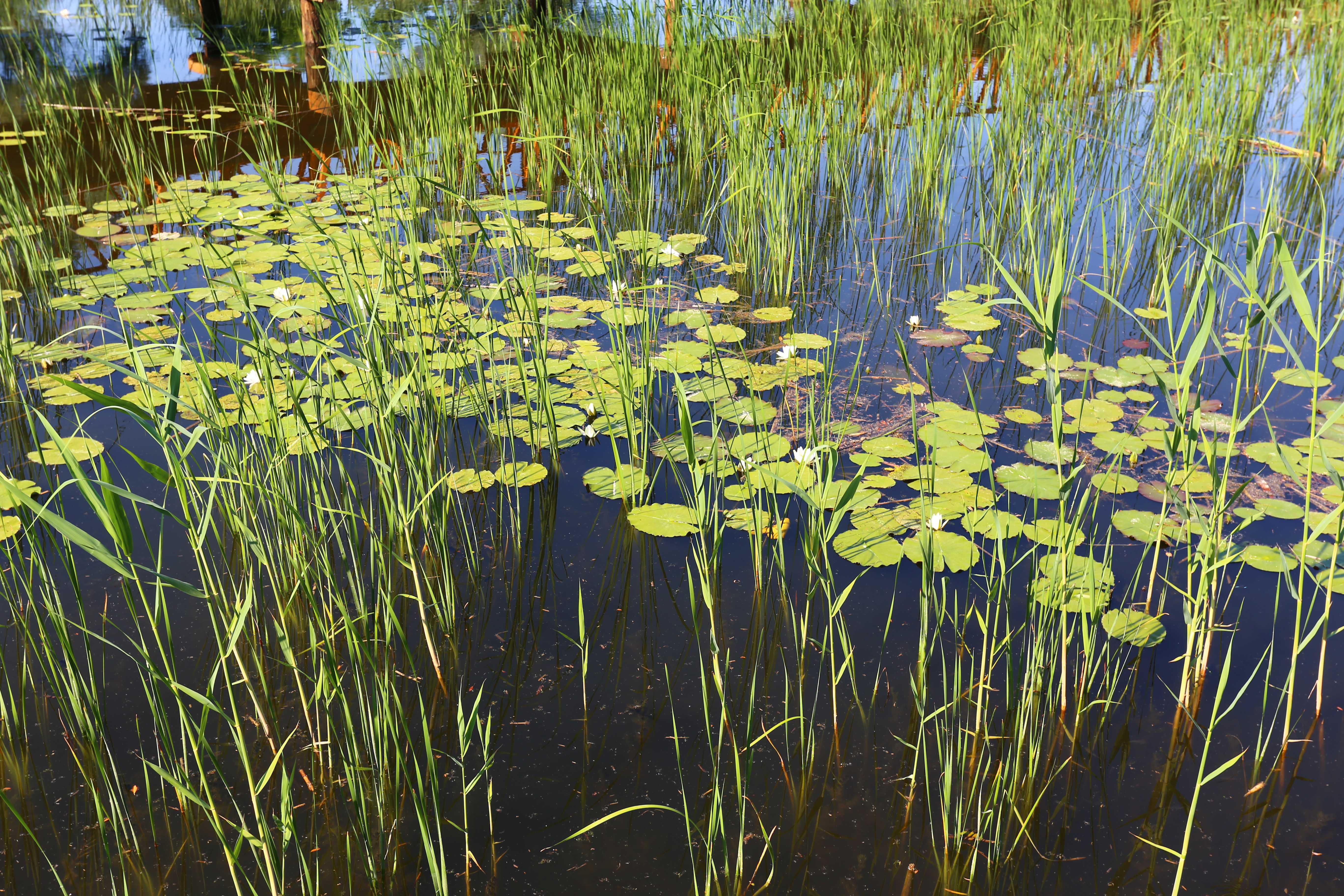
Seerosen und Schilf

- Das Hydrologische Netz hat folgende Teile: Hulovo als natürlicher Kanal, Čonakut, Novi Kanal, Renovo oder Pusta fok, Nađhat, Vemeljski und Dunavas natürliche Kanäle sowie die Kopačko-, Bijelo- und Sakadaško-Teiche.

## Vegetation

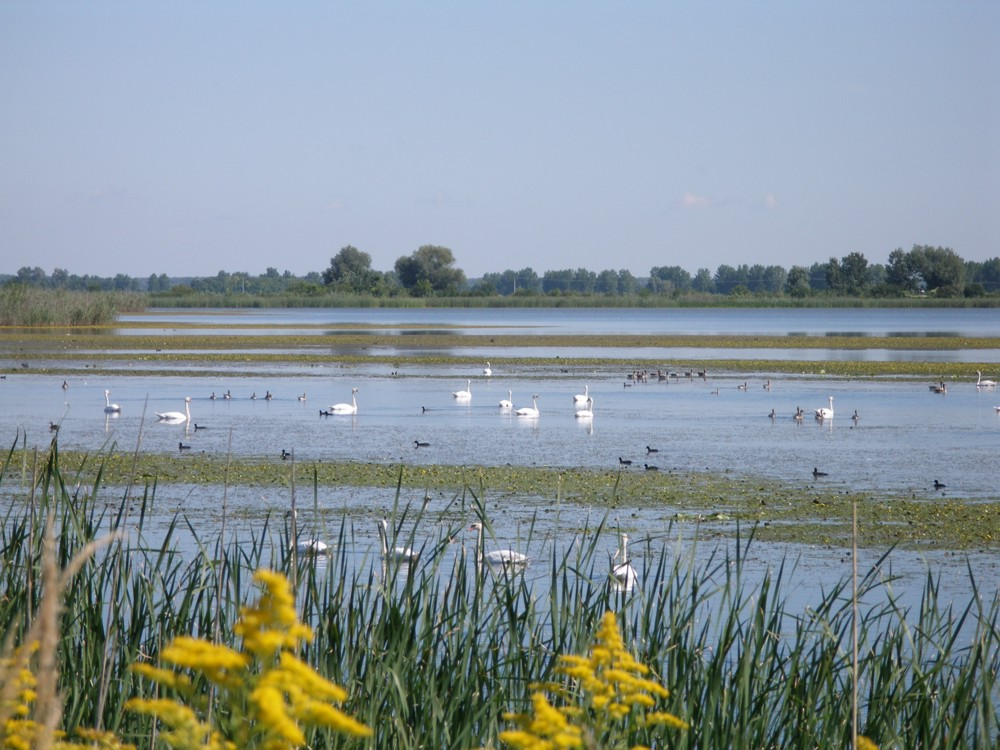
Flora und Fauna des Naturparkes

An der Donau entlang liegen Auwälder mit Silber-Weiden (Galio-Salicetum albae, Salici-Populetum nigrae) und Sumpfgebiete. Die Weichholzwälder an der Mündung der Drau stellen das Kerngebiet des speziell geschützten Reservates dar. Nordwärts liegen beim Tikveš Schloss Hartholzwälder (Genisto elatae-Quercetum roboris, Carpino betuli-Quercetum roboris). Eschen-Flatterulmenwälder (Fraxino-Ulmetum laevis) haben gleich drei Varianten:
- 1. Ulmeto-Fraxinetum typicum, prov. Jov. 1968.,
- 2. Ulmeto-Fraxinetum quercetosum, prov. Jov. 1968.,
- 3. Ulmeto-Fraxinetum populetosum, prov. Jov. 1968.

Weitere charakteristische Pflanzengesellschaften: Hoch-Riedgras (Magnocaricetum), Schilf (Phraghitetum communus), außerdem „Scirpetum lacustris“, „Scirpes lacustris“, „Typha latifolia“, „Roripa amphibia“, „Nymphaeo-nupharetum“; mit weißer Seerose (Nymphaea albae) und Teichrose (Nuhar luteum) und Wasserpflanzengesellschaften; „Lemno-Spirodeletum polyrhizae“, „Spirodelo-Salvinietum“, „Riccietum fluitantis“, „Lemno-Utricularietum“, „Lemnetum Trisulcae“, „Wolffietum arhizae“, „Lemno-Azolletum“, „Potamogetonetum lucentis“, „Potamogetonetum graminei“, „Potamogetonetum graminei“, „Hottonietum palustris“, „Nymphoidetum peltatae“, „Trapetum natantis“, „Potameto-Ranunculetum circinati“, „Nymphoido-Hippuridetum“, „Eleocharetum acicularis“, „Nanocyperion“, „Scirpo-Phragmetetum“, „Caricetum elatae“, „Caricetum vesicariae“, „Caricetum gracilis“.
Nitrophil-frequente Pflanzengesellschaften; „Lolio-Plantaginetum“, „Sclerochloo-Polygonetum avicularis“, „Descurainietum sophiae“, „Echio-Melilotetum“, „Polygono-Bidentetum“, „Ranunculetum scelerati“, „Alopecuretum aequalis“.
Es gibt mehr als 40 Pflanzengesellschaften im Naturpark Kopački rit.
In Kroatien kommen nur hier Laxmanns Rohrkolben (Typha laxmannii Lepech.) und die Zypergras-Segge (Carex bohemica Schreb.) vor.

## Tierwelt

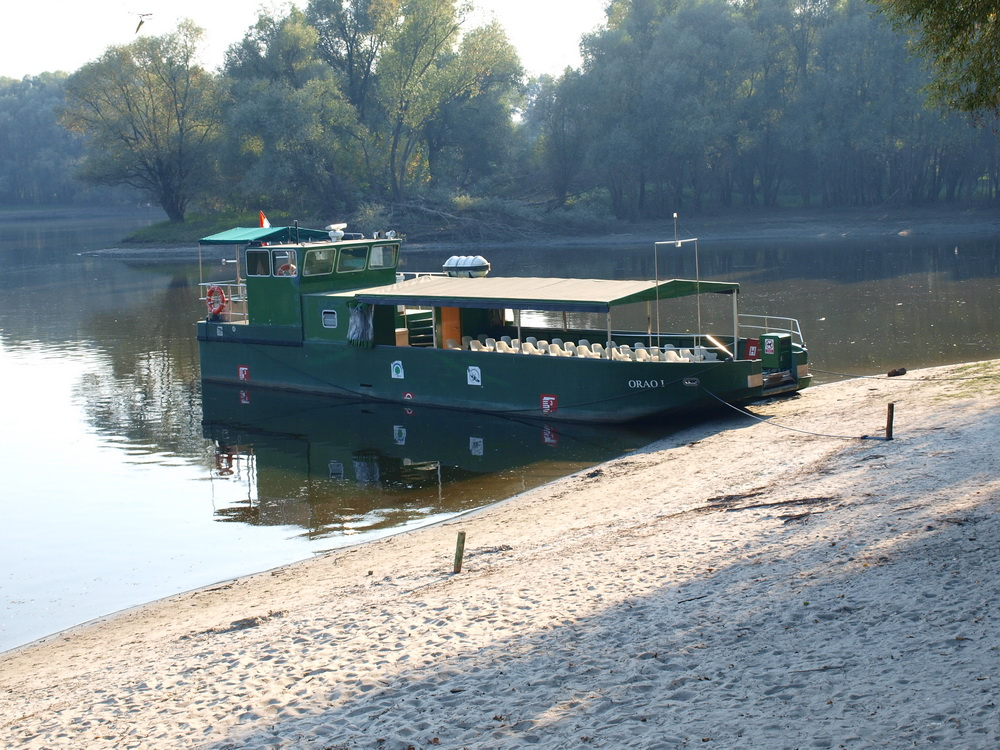
Ausflugsboot "Orao 1"

Dank der morphologischen und hydrologischen Verhältnisse hat sich eine sehr vielfältige Pflanzenwelt entwickelt, diese enthält eine genauso vielfältige Tierwelt.
Ein interessantes wirbelloses Tier ist die Kopatscher Flussmuschel (Unio tumidus kopaciensis), eine im Naturpark endemische größere Unterart der Großen Flussmuschel. Sie sind nicht nur Nahrungsquelle für viele Vögel, sondern werden auch vom Bitterling (Rhodeus sericeus amarus) zur Eiablage und als Wiege für seine Abkömmlinge benutzt.

### Insekten
Die Insektenwelt des Naturparks ist reich, doch bislang wenig erforscht. Neben dem weithin bekannten Hirschkäfer (Lucanus cervus) leben dort nach heutigen Kenntnissen 85 weitere Käferarten, mehr als 40 Libellenarten, 35 Tagfalter, 60 Nachtfalter, 21 Arten von Mücken und mehr als 30 Bremsenarten.

### Fische
Im Naturpark wurden bislang 44 Fischarten nachgewiesen, insbesondere Giebel, Hecht, Karpfen, Flusswels und Zander.

### Lurche und Reptilien
Man hat 11 Lurche und 10 Reptilien zusammengezählt. Für Lurche ist Kopački rit ein optimaler Lebensraum, mit einem Mosaik von Wasser- und Trockengebieten für die Fortpflanzung und Überwinterung.
Die Europäische Sumpfschildkröte (Emys orbicularis) ist auch sehr häufig.

### Vögel
Der Naturpark ist in erster Linie durch seine reiche Vogelwelt bekannt. Es kommen 296 Vogelarten im Gebiet vor (2009). Es brüten über 40 Seeadler-Paare (Haliaeetus albicilla), 18–20 Paare Schwarzstörche (Ciconia nigra), 4–5 Paare Würgfalke (Falco cherrug). 40 Paare Seidenreiher (Egretta garzetta), 100 Paare von Graugänsen (Anser anser), über 100 Paare von Moorenten (Aythya nyroca), um die 900 Paare Graureiher (Ardea cinerea).
Für die Zugvögel ist die Kopatscher Aue eine sehr wichtige Erholungs-, Überwinterungs- oder Nahrungshaltestelle. Während des Vogelzuges ist es keine Seltenheit, über 30–35 tausend Gänsevögel (Anseriformes) an einer Stelle zu sehen, und eine Armee von über tausend Löfflern (Platalea leucorodia). Die mittlerweile verbreiteten Kormorane (Phalacrocorax carbo) haben eine Kolonie von über 1500 Nestern im zoologischen Reservat. Auch der Kiebitz (Vanellus vanellus) kommt in großen Mengen vor.
Nicht nur die Purpurreiher (Ardea purpurea), Silberreiher (Egretta alba) oder der Seidenreiher (Egretta garzetta) fühlen sich in dem Naturpark wohl. Auch die Nachtreiher (Nycticorax nycticorax) kommen im Überfluss mit 400 Brutpaaren vor. Auch der Wachtelkönig (Crex crex) brütet hier und der Sichler (Plegadis falcinellus) hat schon Brutversuche gezeigt. Lachmöwen (Larus ridibundus), Weißbart-Seeschwalben (Chlidonias hybrida), Trauerseeschwalben (Chlidonias nigra) und Fluss-Seeschwalben (Sterna hirundo) sind immer wieder zu beobachten.

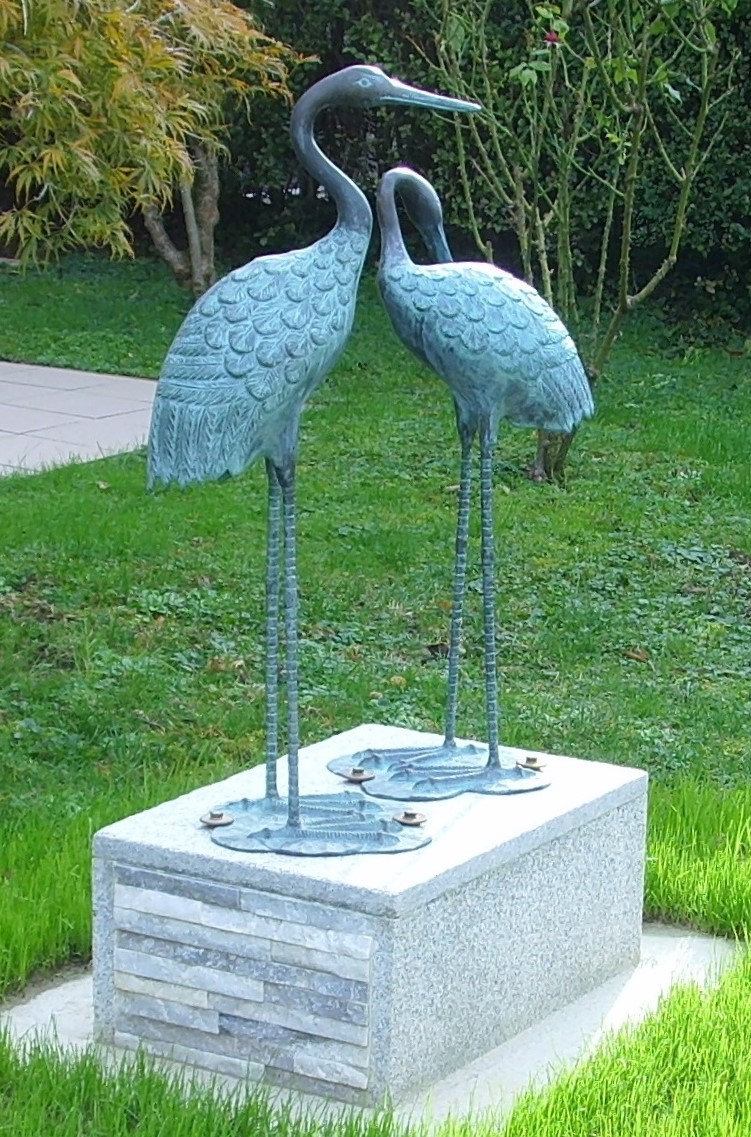
Kranichstatue in der Nähe des Naturparks. Kraniche landen dort im Herbst und Frühling in großen Schwärmen, um sich zu erholen, bevor sie ihre Wanderung fortsetzen.

- Die von der IUCN ausgearbeitete Vogelzugslinie, die auch über den Nationalpark Fertő-Hanság geht, verläuft auch über die folgenden Gebiete und zählt zu den „Biodiversitäts-Hotspots“:

- Nationalpark Duna-Dráva in Ungarn
- Naturpark Kopački rit in Kroatien
- Gornje Podunavlje in Serbien (Oberer Abschnitt der Donau)

Die Verwirklichung eines über die Staatsgrenzen reichenden komplexen und wirksamen Naturschutzes würde das Gebiet zu Europas einzigartigem Feuchtland-Schatz machen.

### Säugetiere
Einst waren 55 Säugetierarten auf dem Gebiet vorhanden, das sind mehr als 50 % der Säugetierarten Kroatiens. Heute kann man den Europäischen Ziesel (Spermophilus citellus), die Hausratte (Rattus rattus) oder den Wolf (Canis lupus) von der Liste streichen. Der Goldschakal (Canis aureus) und der Europäische Biber (Castor fiber) sind aber nun wieder nach einiger Zeit anzutreffen.
Von der Schutzliste der IUCN kommen hier 10 Arten (20,41 %) vor; unter anderem die Wimperfledermaus (Myotis emarginatus), die Teichfledermaus (Myotis dasycneme) oder der Otter (Lutra lutra). Außerdem sind noch die Große Hufeisennase (Rhinolophus ferrumequinum), das Eichhörnchen (Sciurus vulgaris), die Zwergmaus (Micromys minutus), die Haselmaus (Muscardinus avellanarius) oder der Siebenschläfer (Glis glis) häufig zu beobachten.
Von den Fledermäusen gibt es 12 Arten. Am seltensten ist die Kleine Bartfledermaus (Myotis mystacinus).
Die Wildkatze (Felis silvestris) kommt in guter genetischer Qualität vor. Man kann noch dem Dachs (Meles meles), dem Steinmarder (Martes foina), dem Baummarder (Martes martes), dem Iltis (Mustela putorius), dem Mauswiesel (Mustela nivalis) und dem Rotfuchs (Vulpes vulpes) begegnen.
Nicht nur für die Vogelwelt ist die Kopatscher Aue berühmt. Auch die Rothirschpopulation (Cervus elaphus) ist hochwertig. Interessant ist, dass die Geweihformen sehr vielfältig sind, vermutlich weil Tiere aus einem weiten Umkreis hierher zur Nahrungsaufnahme und Paarung kommen. Das Wildschwein (Sus scrofa) ist der größte Allesfresser im Naturpark.
Die Bisamratte (Ondatra zibethicus) kommt an den Kanälen vor und man hat auch schon Biberratten (Myocastor coypus) bei den Fischteichen gesehen.